# Ошав
Ошав (назоваван и като сушѐлки ) се нарича компот от смесени сушени плодове, традиционно поднасян на българската трапеза по случай Бъдни вечер. Обикновено се прави от сушени ябълки, круши и сини сливи, но към тях могат да се добавят и сушени череши, кайсии и стафиди. Плодовете се варят и подслаждат със захар или мед.
Компотът се приготвя два-три дни по-рано, а в някои краища на България – още на Игнажден (20 декември) и се съхранява на студено. Съществува обичай стопанинът на дома да обикаля с ошава овощните градини, за да им покаже, че и те са почетени на празничната трапеза.

## Етимология на названието
В Гюмюрджинския край се среща диалектната дума кушав, която е заета от османския турски език – hoşaf, което от своя страна е от персийската خوشآب /xōšāb/ със значение на „сладко, шербет“, а буквално „сладка вода“. 

## Регионално разпространение
Ошав се поднася и на Игнажден – 20 декември по нов стил, 2 януари по ст. стил, в с. Свобода, Чирпанско, както и на Суха коледа – 24 декември по нов стил, 6 януари по ст. стил, и Сурва (Васильовден) – 1 януари по нов стил, 14 януари по ст. стил. 
В някои райони на Северозападна България е разпространена традиция за приготвяне на така наречения 'летен ошав' от пресни плодове (най-често ябълки, или измити кори от ябълки), който се е използвал за приготвяне на попара, или тонизираща напитка към „Сиромашка закуска“. (Виж Сиромашка кухня на турлаците)